# 2015 dans la police
Cet article présente les faits marquants de l'année 2015 dans la police.

## Évènements
- 6 mars : Mort d'Amadou Koumé après une intervention de la BAC.
- nuit du 2 au 3 décembre : Mort de Babacar Gueye à Rennes, tué de cinq balles par des policiers de la BAC.